# Трансцендентна функція
Трансценде́нтна фу́нкція — аналітична функція, що не є алгебраїчною. Простими прикладами трансцендентних функцій є показникова функція, тригонометричні функції, логарифмічна функція.
Якщо трансцендентні функції розглядати як функції комплексної змінної, то характерною їх ознакою є наявність хоч би однієї особливої точки, відмінної від полюсів і точок розгалуження скінченного порядку. Основи загальної теорії трансцендентних функцій дає теорія аналітичних функцій. Спеціальні трансцендентні функції вивчаються у відповідних дисциплінах (теорія гіпергеометричних, еліптичних, бесселевих функцій і т. д.).

## Означення
Формально, аналітична функція {\displaystyle f(z)} однієї дійсної або комплексної змінної {\displaystyle z} є трансцендентною, якщо вона алгебраїчно незалежна від цієї змінної, тобто не існує такого рівняння: {\displaystyle P(f(z),z)=0}, яке б неявно задало функцію у будь-якій точці її області визначення. Ці міркування можна узагальнити на функції декількох змінних: {\displaystyle P(f(x_{1},x_{2},\dots ,x_{n}),x_{1},x_{2},\dots ,x_{n})=0}. 

## Історія
Трансцендентні функції косинус і синус були табульовані шляхом фізичних вимірювань за часів античності. В описі таблиці хорд Птолемея, яка еквівалентна таблиці синусів, Олаф Педерсон писав: "Математичне поняття неперервності Птолемею було невідомо, але він, власне, розглядає ці функції саме як неперервні. Те, що він фактично розглядає функції як неперервні випливає з його неявного припущення, що можна визначити значення залежної змінної, яке відповідає будь-якому значенню незалежної змінної, за допомогою простого процесу лінійної інтерполяції." 
Революційне розуміння тригонометричних функцій з'явилося у 17-му столітті і було розтлумачено Леонардом Ейлером у 1748 році в його роботі "Введення до аналізу нескінченності" (Introduction to the Analysis of the Infinite). Ці стародавні трансцендентні функції стали відомі як неперервні функції завдяки Грегуару де Сент-Вінсенту у 1647 році при розв'язанні задачі про квадратуру прямокутної гіперболи {\displaystyle xy=1} через два тисячоліття після роботи Архімеда "Квадратура параболи" (Quadrature of the Parabola).
Було показано, що область під графіком гіперболи має властивість масштабування: стала площа для сталого відношення меж. Описана таким чином функція гіперболічного логарифма була обмежена у використанні до 1748 року, поки Леонард Ейлер не пов'язав її з функціями, у яких константа піднесена до змінного показника, такими, як, наприклад, експоненціальна функція, де основа дорівнює e. 
Введення цих трансцендентних функції та їх властивість бієкції, передбачає існування обернену функцію, відкрили певні можливості для алгебраїчних перетворень з натуральним логарифмом, навіть якщо він не є алгебраїчною функцією.
Експоненціальна функція записується {\displaystyle \exp(x)={\rm {e}}^{x}}. Ейлер визначив її за допомогою суми: {\displaystyle \displaystyle \sum \limits _{k=0}^{n}{\frac {x^{k}}{k!}}}.
Парні й непарні частини цієї суми позначаються {\displaystyle \cosh(x)} і {\displaystyle \sinh(x)}, тобто {\displaystyle {\rm {e}}^{x}=\cosh(x)+\sinh(x)}.
Ці трансцендентні гіперболічні функції можуть бути перетворені в функції синуса і косинуса шляхом введення {\displaystyle (-1)^{k}} в ряд. 
Після Ейлера математики розглядають синус і косинус таким чином, щоб пов'язати трансцендентність з логарифмом і експоненційними функціями, часто за допомогою формули Ейлера в комплексних числах.

## Приклади
Наведені нижче функції є трансцендентними:
{\displaystyle f_{1}(x)=x^{\pi },}
{\displaystyle f_{2}(x)={\rm {e}}^{x},}
{\displaystyle f_{3}(x)=x^{x},}
{\displaystyle f_{4}(x)=x^{\frac {1}{x}}={\sqrt[{x}]{x}},}
{\displaystyle f_{5}(x)=\ln x,}
{\displaystyle f_{6}(x)=\sin(x).}